# كيت مالون
كيت مالون (بالإنجليزية: Kate Malone)‏ هي خزافة بريطانية، ولدت في 1959 في لندن في المملكة المتحدة.

## وصلات خارجية
- الموقع الرسمي